# Mimela rugatipennis
Mimela rugatipennis är en skalbaggsart som beskrevs av Mariano de la Paz Graells 1849. Mimela rugatipennis ingår i släktet Mimela och familjen Rutelidae. Inga underarter finns listade i Catalogue of Life.